# Hroznětínská louka a olšina
Hroznětínská louka a olšina (původně jen Hroznětínská louka) je přírodní rezervace v mělkém údolí potoka Leštiny a jeho levostranného bezejmenného přítoku, zhruba 0,5 km severovýchodně od vsi Hroznětín, v okrese Havlíčkův Brod. Rozloha území přírodní rezervace činí 16,6689 ha a překrývá se s územím evropsky významné lokality téhož názvu, jejíž rozloha činí 18,71 ha. Do roku 2012 mělo chráněné území charakter přírodní památky.

## Předmět ochrany
Důvodem ochrany jsou společenstva přírodě blízkých lesů s vegetací údolních jasanovo-olšových luhů, střídavě vlhké pcháčové louky a rybník s výskytem makrofytní vegetace mělkých stojatých vod a vegetací vysokých ostřic s výskytem významných druhů rostlin a živočichů; typy přírodních stanovišť a druhy, pro které byla jiným právním předpisem vyhlášena evropsky významná lokalita Hroznětínská louka a které se nacházejí na území přírodní rezervace.